# Polmonite
La polmonite è una malattia dei polmoni e più in generale del sistema respiratorio, caratterizzata dall'infiammazione degli alveoli polmonari, i quali, riempiendosi di liquido, ostacolano la funzione respiratoria, solitamente causata da un'infezione dovuta a virus, batteri e altri microrganismi e meno frequentemente come conseguenza della somministrazione di alcuni farmaci o di altre condizioni fisiche quali alcune malattie autoimmuni.
Il quadro clinico è tipicamente caratterizzato da tosse, dolore toracico, febbre e difficoltà respiratorie. Gli strumenti di diagnostica includono i raggi X e la coltura dell'espettorato. Sono disponibili vaccini per prevenire alcuni tipi di polmonite. Il trattamento dipende dalla causa sottesa. Se la polmonite è batterica viene trattata con antibiotici. Se la polmonite è grave, la persona colpita necessita generalmente di un ricovero in ospedale.
Ogni anno, la polmonite colpisce circa 450 milioni di persone, il 7% della popolazione mondiale, e ciò si traduce in circa 4 milioni di morti. Se nel XIX secolo William Osler la definiva "il capitano degli uomini della morte", l'avvento della terapia antibiotica e dei vaccini, nel secolo successivo, ha permesso di ottenere un miglioramento nella sopravvivenza. Tuttavia, nei paesi in via di sviluppo, la polmonite rimane una delle principali cause di morte tra i pazienti più anziani e tra i malati cronici.

## Epidemiologia e storia

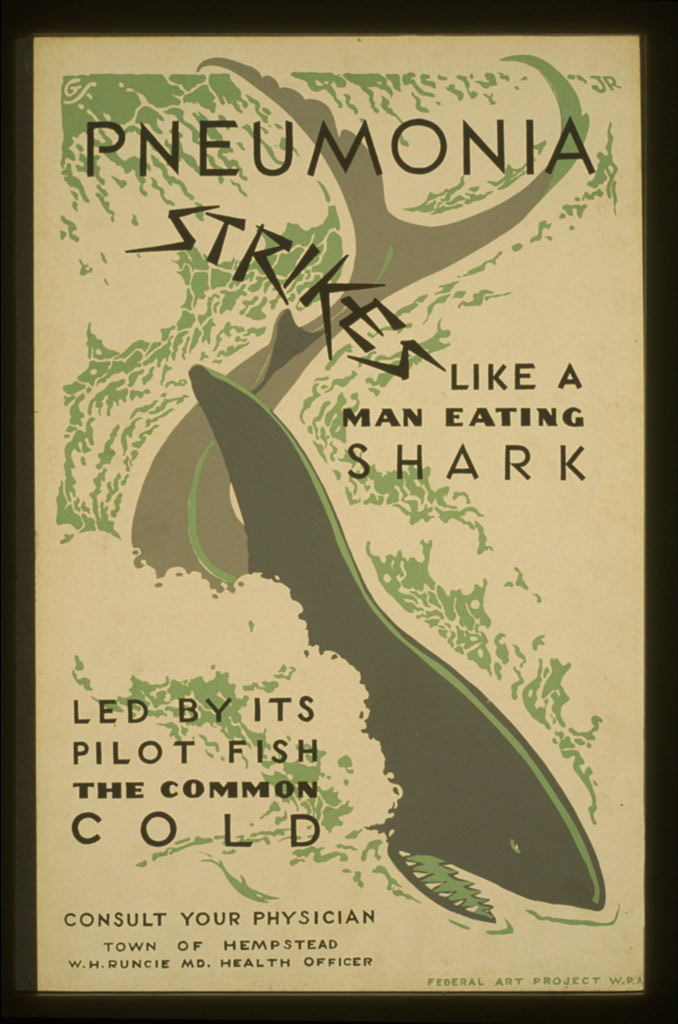
Manifesto storico: "La polmonite colpisce come uno squalo mangiauomini, condotta dal suo pesce pilota: il raffreddore comune. Consulta il tuo medico"

La polmonite è una malattia comune in tutta la storia umana. I sintomi furono descritti da Ippocrate di Coo (c. 460 a.C. - 370 a.C.).
Maimonide (1135-1204 d.C.) osservava che: "i sintomi di base che si verificano nella polmonite e che non mancano, sono i seguenti: febbre acuta, dolore pleurico nel fianco, brevi respiri rapidi e tosse". Questa descrizione clinica è molto simile a quelle che si trovano nei libri di testo moderni e riflette il grado di conoscenze mediche tra il Medioevo e il XIX secolo.
Edwin Klebs, nel 1875, fu il primo a osservare batteri nelle vie aeree di persone morte di polmonite. I primi studi che permisero di identificare le due più comuni cause batteriche, ovvero lo Streptococcus pneumoniae e la Klebsiella pneumoniae, furono realizzati da Carl Friedländer e Albert Fraenkel, rispettivamente nel 1882 e nel 1884. Lo studio iniziale di Friedländer introdusse la colorazione di Gram, un test di laboratorio fondamentale e ancora oggi utilizzato per identificare e classificare i batteri. Hans Christian Gram descrisse la procedura nel 1884 e permise di differenziare i due batteri, dimostrando che la polmonite poteva essere causata da più di un microrganismo.
William Osler, conosciuto come "il padre della medicina moderna", si rese conto della gravità e della disabilità causata dalla polmonite, descrivendola come il "capitano degli uomini di morte" nel 1918, quando superò la tubercolosi come una delle principali cause di decesso. Questa frase fu originariamente coniata da John Bunyan in riferimento proprio alla tubercolosi. Osler descrisse anche la polmonite come "amica del vecchio", infatti la morte è spesso rapida e indolore.
Gli sviluppi della medicina avvenuti durante il XX secolo hanno migliorato sensibilmente la prognosi per le persone affette da polmonite. Con l'avvento della penicillina e di altri antibiotici, delle moderne tecniche chirurgiche e della terapia intensiva, la mortalità per polmonite si è avvicinata al 30%, calando precipitosamente nel mondo sviluppato. La vaccinazione dei bambini contro l'Haemophilus influenzae di tipo B è iniziata nel 1988 e ha portato a un drastico calo dei casi. La vaccinazione contro lo Streptococcus pneumoniae negli adulti è iniziata nel 1977 e nei bambini nel 2000, con un conseguente calo simile.
     nessun dato
     <100
     100—700
     700—1400
     1400—2100
     2100—2800
     2800—3500
     3500—4200
     4200—4900
     4900—5600
     5600—6300
     6300—7000
     >7000

Tasso di mortalità corretto per età delle infezioni del tratto respiratorio basso per 100000 abitanti nel 2004.
nessun dato
<100
100—700
700—1400
1400—2100
2100—2800
2800—3500
3500—4200
4200—4900
4900—5600
5600—6300
6300—7000
>7000

Prima della scoperta degli antibiotici le polmoniti erano la principale causa di morte nella popolazione generale. In caso di sopravvivenza, anche a causa del lungo periodo di degenza, risultavano frequenti l'indebolimento del muscolo cardiaco, il deficit cronico della capacità respiratoria e i traumi alla colonna vertebrale dovuti ai continui colpi di tosse. Altre complicanze della tosse potevano essere fratture da sforzo alle costole inferiori, l'ernia addominale o inguinale nei soggetti predisposti, quali operai addetti al lavoro pesante, e la sindrome di Tietze ugualmente nei soggetti già predisposti, come casalinghe che usavano frequentemente il battipanni. Nelle fasce sociali più povere, come tutte le malattie in maggior o minor misura invalidanti, aveva inoltre un notevole impatto economico sulla famiglia, sia per il costo delle lunghe cure sia per la perdita del lavoro, quando il soggetto colpito era il principale lavoratore della stessa, per esempio nella famiglia di un minatore o operaio.
La polmonite è al giorno d'oggi una malattia molto diffusa che colpisce circa 450 milioni di persone l'anno, in tutte le parti del mondo. Si tratta di una delle principali cause di morte tra tutte le età: è infatti responsabile di circa 4 milioni di decessi (il 7% della mortalità mondiale totale) all'anno: questo la colloca al sesto posto tra le categorie di patologie che causano mortalità. I casi sono più frequenti nei bambini con meno di cinque anni e negli adulti con un'età superiore ai 75. La polmonite si verifica circa cinque volte più frequentemente nei paesi in via di sviluppo piuttosto che nel mondo sviluppato. La polmonite virale conta circa 200 milioni di casi. Negli Stati Uniti, a partire dal 2009, la polmonite è l'ottava causa principale di morte.

### Polmonite in età pediatrica
Nel 2008, la polmonite ha colpito circa 156 milioni di bambini (151 milioni nel mondo in via di sviluppo e 5 milioni nel mondo sviluppato). Ciò ha comportato 1,6 milioni di decessi e il 28-34% di tutti i decessi dei bambini sotto i cinque anni. Il 95% di questi si è verificato nei paesi in via di sviluppo. I paesi che presentano il maggior numero di casi sono: India (43 milioni), Cina (21 milioni) e Pakistan (10 milioni). È la principale causa di morte tra i bambini che vivono nei paesi a basso reddito. Molti di questi decessi si verificano nel periodo neonatale. L'Organizzazione Mondiale della Sanità stima che una morte su tre tra i neonati è dovuta alla polmonite. Circa la metà di questi decessi può teoricamente essere evitata, in quanto è causata da batteri per i quali è disponibile un efficace vaccino.

## Eziologia
La polmonite è causata principalmente dalle infezioni di batteri (20-60% dei casi) o virus e meno frequentemente da funghi e parassiti, nonché da sostanze tossiche e danni meccanici polmonari. Anche se vi sono più di 100 ceppi di agenti infettivi identificati, solo alcuni sono responsabili della maggior parte dei casi. Infezioni miste con i virus e batteri possono verificarsi fino al 45% dei casi riscontrati nei bambini e nel 15% negli adulti. Un agente eziologico non può essere isolato in circa la metà dei casi, nonostante la disponibilità di test accurati.
Il termine "polmonite" è a volte ampiamente utilizzato per qualsiasi condizione con conseguente infiammazione dei polmoni (causata ad esempio da una malattia autoimmune, da ustioni chimiche o reazioni ai farmaci). Gli agenti infettivi sono stati storicamente divisi in "tipici" e "atipici" sulla base delle loro presunte presentazioni, ma le evidenze cliniche non hanno sostenuto questa distinzione e, di conseguenza, questa suddivisione non è più utilizzata.
Condizioni e fattori di rischio che predispongono alla polmonite sono: fumo, immunodeficienza, alcolismo, broncopneumopatia cronica ostruttiva, malattia renale cronica e malattia epatica. L'impiego di acido-soppressori, come ad esempio gli inibitori della pompa protonica, è associato a un aumento del rischio di contrarre di polmonite. La vecchiaia predispone anch'essa alla malattia.
La diffusione della polmonite avviene principalmente a causa dell'inalazione degli agenti patogeni, sebbene altre patologie del sistema respiratorio o del sistema linfatico possano predisporre al suo sviluppo.
La polmonite ab ingestis è una broncopolmonite che si sviluppa a causa dell'ingresso di materiali estranei nelle vie respiratorie, spesso provenienti dalla bocca o dallo stomaco (compresi cibo, saliva o secrezioni nasali). In base all'acidità del materiale aspirato si può sviluppare una polmonite da causa chimica, e i batteri patogeni possono aggravare l'infiammazione.

### Polmonite batterica

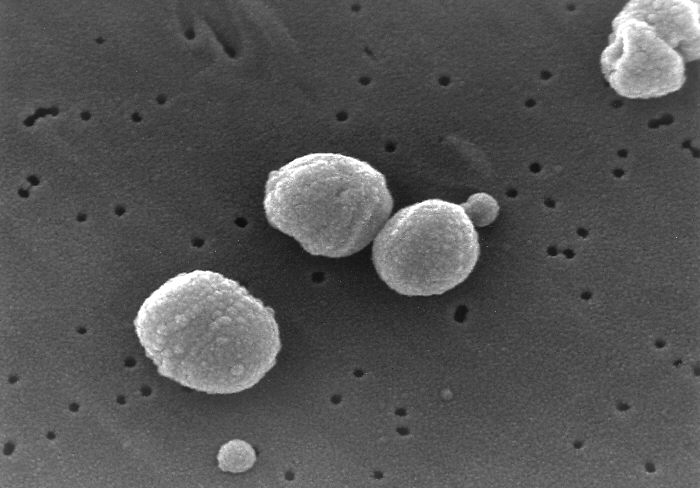
Streptococcus pneumoniae

I batteri sono la causa più comune della polmonite acquisita in comunità, con lo Streptococcus pneumoniae isolato in quasi il 50% dei casi. Altri batteri comunemente isolati sono: Haemophilus influenzae nel 20%, Chlamydophila pneumoniae nel 13%, Mycoplasma pneumoniae nel 3% dei casi, e a seguire Staphylococcus aureus, Moraxella catarrhalis, Legionella pneumophila e bacilli Gram-negativi come Klebsiella pneumoniae. Casi di polmoniti farmaco-resistenti dovute ad alcuni di questi batteri stanno diventando sempre più comuni: tra questi in particolar modo lo Streptococcus pneumoniae resistente ai farmaci (DRSP: Drug Resistant Streptococcus Pneumoniae) e lo Staphylococcus aureus meticillino-resistente (MRSA).
La diffusione di microrganismi è facilitata quando sono presenti alcuni fattori di rischio. Ad esempio, l'alcolismo è associato allo Streptococcus pneumoniae, agli organismi anaerobici e al Mycobacterium tuberculosis. Il fumo favorisce gli effetti di Streptococcus pneumoniae, Haemophilus influenzae, Moraxella catarrhalis e Legionella pneumophila. Il contatto con gli uccelli è associato alla Chlamydia psittaci, gli animali da fattoria alla Coxiella burnetii, l'aspirazione del contenuto dello stomaco a vari organismi anaerobici. Infine, la fibrosi cistica è correlata all'infezione da Pseudomonas aeruginosa e a quella da Staphylococcus aureus. Lo Streptococcus pneumoniae è più comune in inverno.

### Polmonite virale

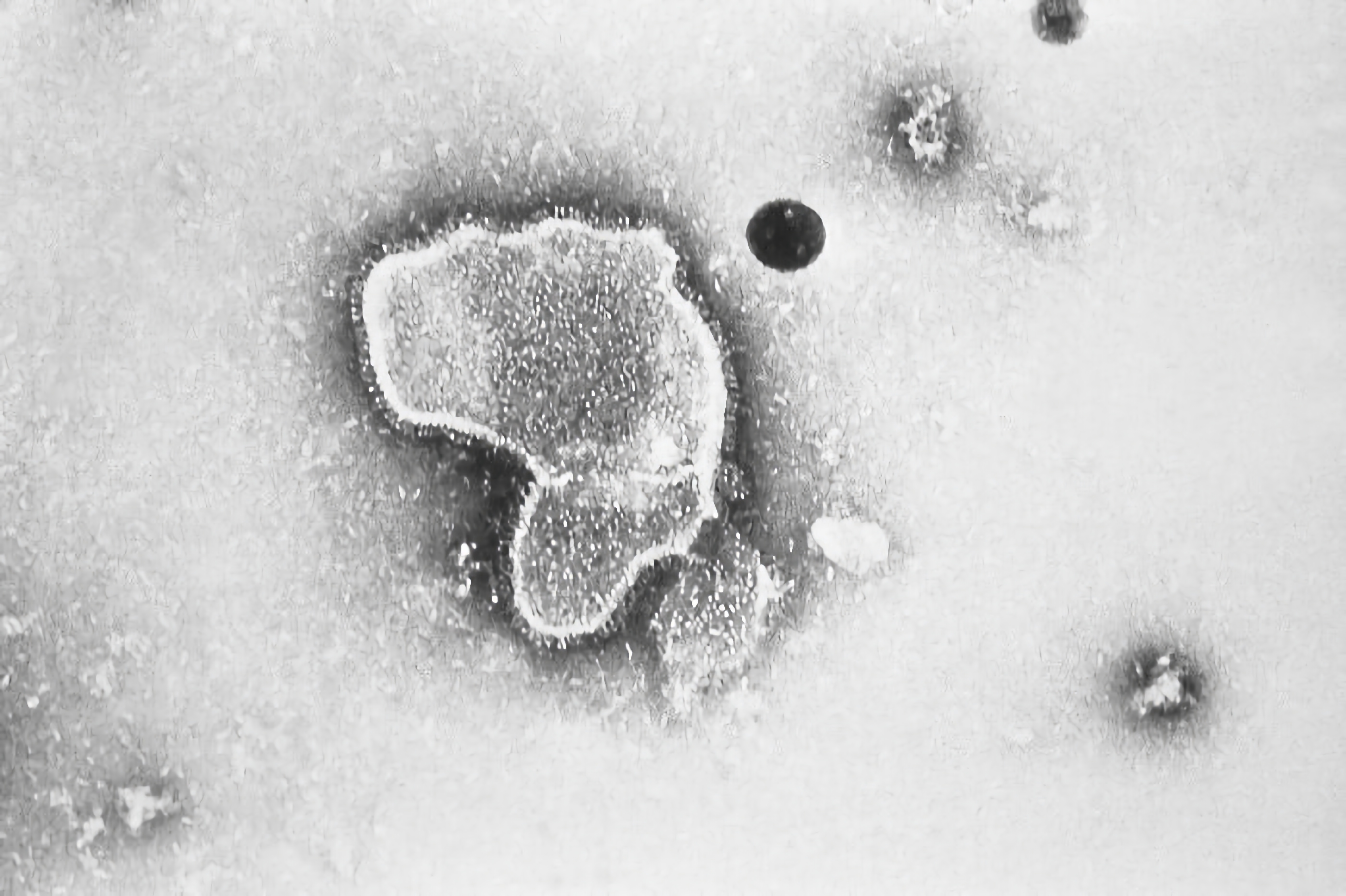
Il virus respiratorio sinciziale umano (RSV), uno degli agenti patogeni responsabili della polmonite virale, visto al microscopio elettronico

Negli adulti, i virus rappresentano circa un terzo delle cause di polmonite mentre nei bambini circa il 15%. Gli agenti patogeni comunemente implicati comprendono: rhinovirus, coronavirus, orthomyxoviridae, virus respiratorio sinciziale umano (RSV), adenovirus e i virus parainfluenzali umani. I virus Herpes simplex raramente causano la polmonite, se non in particolari gruppi di individui, come neonati, pazienti oncologici, trapiantati e in chi ha subito gravi ustioni. Le persone che si sottopongono a un trapianto di organi o che sono immunocompromesse, presentano tassi elevati di polmonite da citomegalovirus.
I pazienti con polmonite virale possono essere secondariamente infettati dal batterio Streptococcus pneumoniae, dallo Staphylococcus aureus, dall'Haemophilus influenzae, in particolare quando hanno ulteriori problemi di salute.
Virus diversi predominano in diversi periodi dell'anno; per esempio, durante l'influenza stagionale, gli orthomyxoviridae possono causare più della metà di tutti i casi virali. Focolai di altri virus possono occasionalmente verificarsi, tra cui l'hantavirus e il coronavirus.

#### Anatomia patologica
In presenza di alcune infezioni virali, si possono presentare dei reperti particolari: necrosi dell'epitelio bronchiale e alveolare con infiammazione acuta (infezioni da varicella-zoster e da adenovirus), cellule epiteliali giganti con inclusioni citoplasmatiche o nucleari (in caso d'infezione da citomegalovirus) ed effetti citopatici.

### Polmonite da funghi
La polmonite fungina è rara, e si presenta più comunemente nei soggetti con un sistema immunitario indebolito a causa di AIDS, dell'assunzione di farmaci immunosoppressori o per altri problemi di salute. Più frequentemente è causata da Histoplasma capsulatum, Blastomyces, Cryptococcus neoformans, Pneumocystis carinii e Coccidioides immitis. L'istoplasmosi è più comune nel bacino del fiume Mississippi, mentre la coccidiomicosi è più frequente nel sud-ovest degli Stati Uniti. I casi sono aumentati nella seconda metà del XX secolo per via dei frequenti viaggi e dell'immunosoppressione della popolazione.

### Polmonite da parassiti
Una varietà di parassiti (protozoi, vermi cilindrici e vermi piatti) può colpire i polmoni, tra cui: il Toxoplasma gondii, lo Strongyloides stercoralis, l'Ascaris lumbricoides, e il Plasmodium malariae. Questi organismi, in genere, entrano nel corpo attraverso il contatto diretto con la pelle, tramite ingestione o per mezzo di un insetto vettore. Fatta eccezione per il Paragonimus westermani (responsabile della paragonimiasi), la maggior parte dei parassiti non influenza specificatamente i polmoni, ma li coinvolgono secondariamente ad altri siti. Alcuni parassiti, in particolare quelli appartenenti ai generi Ascaris e Strongyloides, stimolano una forte reazione eosinofila, che può provocare una polmonite eosinofila acuta. In altre infezioni, come la malaria, il coinvolgimento polmonare è dovuto principalmente alle citochine indotte dall'infiammazione sistemica. Nel mondo sviluppato queste infezioni sono più comuni nelle persone di ritorno da viaggi o negli immigrati; a livello globale, sono più comuni in coloro che presentano un deficit del sistema immunitario.

### Polmoniti non infettive

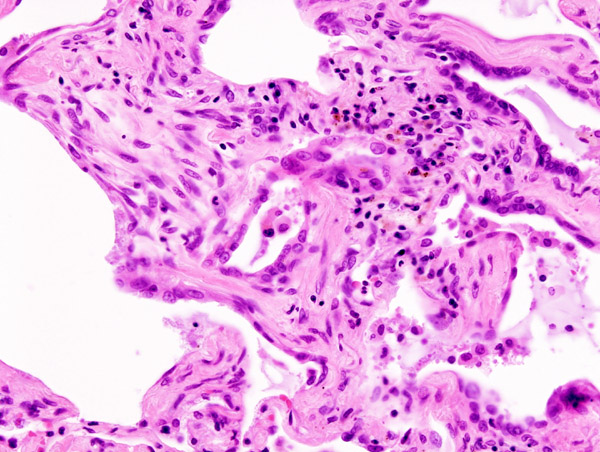
Immagine istopatologica di una fibrosi polmonare causata da polmonite interstiziale

Le polmoniti non infettive spesso hanno causa allergica o sconosciuta (idiopatica) e causano quadri di malattia polmonare diffusa.
- La polmonite interstiziale usuale (UIP) è una pneumopatia cronica interstiziale, ed è il quadro anatomopatologico della fibrosi polmonare idiopatica, una patologia primitiva del tessuto interstiziale nonché il punto di arrivo di numerose malattie del polmone; essa consiste in una degenerazione fibrosa del parenchima polmonare.
- La bronchiolite obliterante - polmonite in organizzazione (BOOP), o polmonite organizzata criptogenetica (COP), è una forma di polmonite non infettiva, una malattia infiammatoria che colpisce il polmone e in modo particolare la componente peribronchiolare. Spesso è causata da una malattia infiammatoria cronica preesistente, come l'artrite reumatoide.
- La polmonite eosinofila, nelle sue forme acuta e cronica, è una pneumopatia interstiziale spesso idiopatica.
- La bronchiolite respiratoria con interstiziopatia (RB-ILD), o malattia polmonare interstiziale associata a bronchiolite, è una rara alterazione polmonare che colpisce i fumatori abituali.
- La polmonite interstiziale desquamativa è pneumopatia interstiziale idiopatica dovuta a un accumulo di macrofagi a livello alveolare.
- La polmonite da ipersensibilità o alveolite allergica racchiude uno spettro di malattie polmonari, soprattutto interstiziali e immunomediate, causate da un'intensa e prolungata esposizione a polveri organiche e ai relativi antigeni inalati nell'ambiente di lavoro.
- La polmonite interstiziale linfocitaria (LIP) è una polmonite interstiziale rara, caratterizzata da un'iperplasia del tessuto linfatico.
- La polmonite interstiziale acuta (AIP) è chiamata anche ARDS idiopatico, ed è una forma rara di polmonite a carattere interstiziale.
- La polmonite interstiziale non specifica (NSIP) è un'ulteriore interstiziopatia polmonare infiammatoria.

#### Anatomia patologica
Trattandosi di polmoniti interstiziali, microscopicamente si può vedere come la reazione infiammatoria sia limitata alle pareti alveolari. I setti alveolari, infatti, si presentano edematosi e ispessiti con un infiltrato composto prevalentemente da linfociti, istiociti e, meno frequentemente, plasmacellule. All'interno degli alveoli si può ritrovare del materiale ialino rosaceo.

## Patogenesi

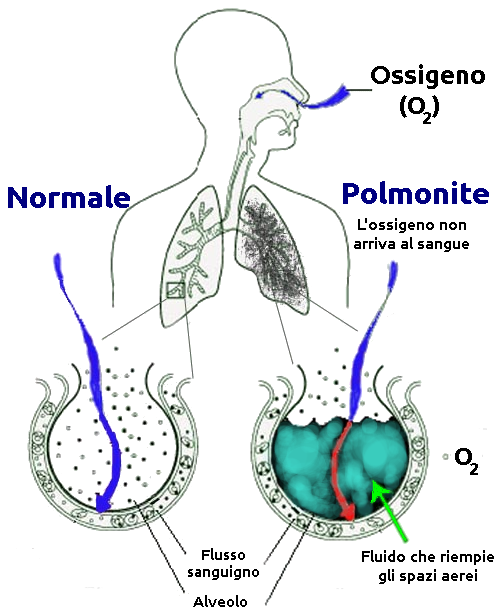
La polmonite causa il riempimento degli alveoli dei polmoni di liquido, ostacolando l'ossigenazione. L'alveolo di sinistra è normale, mentre quello di destra è pieno di liquido.

La polmonite spesso inizia come una infezione del tratto respiratorio superiore che successivamente si sposta nel tratto respiratorio inferiore.

### Polmonite batterica
La maggior parte dei batteri entra nei polmoni tramite l'aspirazione di organismi che risiedono nel cavo orale o nel naso. La metà delle persone normali hanno queste piccole aspirazioni durante il sonno. Mentre il cavo orale contiene sempre batteri, quelli potenzialmente infettivi vi risiedono solo in certi periodi e in certe condizioni. Una minoranza di batteri, come il Mycobacterium tuberculosis e la Legionella pneumophila possono raggiungere i polmoni tramite goccioline contaminate trasportate via aria. I batteri possono diffondersi anche tramite il sangue. Una volta nei polmoni, i batteri possono invadere gli spazi tra le cellule e alveoli, dove i macrofagi e i neutrofili tentano di inattivarli. I neutrofili sono in grado di rilasciare anche le citochine, causando un'attivazione generale del sistema immunitario. Questo porta a febbre, brividi e stanchezza. I neutrofili, i batteri e i liquidi essudati dai vasi sanguigni riempiono gli alveoli con conseguente consolidamento che può essere osservato tramite la radiografia del torace.

### Polmonite virale
I virus possono raggiungere i polmoni da una serie di percorsi diversi. Il virus respiratorio sinciziale è in genere contratto quando la gente tocca oggetti contaminati e poi si tocca gli occhi o il naso. Altre infezioni virali si verificano quando si è contaminati da goccioline trasportate via aria per inalazione, attraverso la bocca o il naso. Una volta nelle vie aeree superiori, i virus possono farsi strada verso i polmoni, dove attaccano le cellule che rivestono le vie aeree, gli alveoli o il parenchima polmonare. Alcuni virus, come il morbillo e l'herpes simplex possono raggiungere i polmoni attraverso il sangue. La loro invasione può portare a diversi gradi di morte cellulare. Quando il sistema immunitario risponde al virus, si possono verificare danni polmonari ancora più gravi. I globuli bianchi prevalentemente sono i primi a iniziare il processo infiammatorio. Così come colpiscono i polmoni, molti virus attaccano contemporaneamente altri organi e quindi possono alterare le funzioni dell'intero organismo. I virus possono rendere il corpo più suscettibile alle infezioni batteriche, in questo modo la polmonite batterica può insorgere come co-morbidità.

### Complicanze

#### Sepsi
La sepsi è una potenziale complicanza della polmonite, ma in genere si verifica solo nelle persone con un sistema immunitario scarso o con asplenia. I microrganismi più comunemente coinvolti sono lo Streptococcus pneumoniae, l'Haemophilus influenzae e il Klebsiella pneumoniae.

#### Versamento pleurico, empiema e ascesso

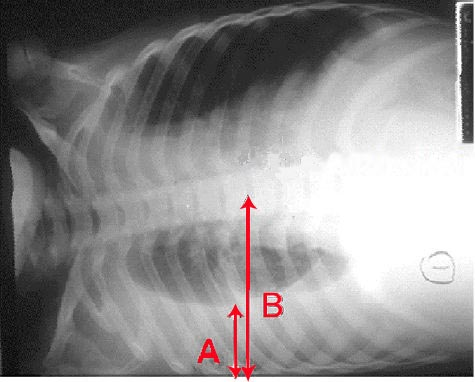
Radiografia del torace che mostra un importante versamento pleurico (A) che occupa più della metà dell'emitorace destro (B).

Nel corso di un caso di polmonite, può venire a formarsi un versamento pleurico, una raccolta di liquido nello spazio pleurico, lo spazio che circonda il polmone. I microrganismi possono infettare questo liquido, causando un empiema, cioè una raccolta di pus. Per distinguere l'empiema dal più comune versamento pleurico, il liquido può essere aspirato con un ago (toracentesi) ed esaminato.
Se questo esame mostra la presenza di un empiema, è necessario provvedere a un completo drenaggio del pus. Nei casi più gravi di empiema può essere necessario un intervento chirurgico: se il liquido infettato non viene eliminato, l'infezione può persistere, poiché gli antibiotici non penetrano bene nella cavità pleurica e attraverso il pus.
Quando invece il fluido è sterile, esso deve essere eliminato solo se è causa di sintomi, o se la condizione non si risolve.
Inoltre raramente i batteri nei polmoni possono formare una raccolta di liquido infetto, l'ascesso polmonare. Gli ascessi polmonari di solito possono essere visti tramite una radiografia del torace, ma spesso richiedono una tomografia computerizzata per confermare la diagnosi. Gli ascessi in genere si verificano nella polmonite ab ingestis e spesso contengono diversi tipi di batteri. Antibiotici somministrati per lungo tempo sono di solito sufficienti per trattare un ascesso polmonare, ma a volte anch'esso deve essere drenato da un chirurgo o da un radiologo interventista.

#### Insufficienza respiratoria
La polmonite può causare anche insufficienza respiratoria, innescando la sindrome da distress respiratorio (ARDS), che deriva dalla combinazione tra infezione e risposta infiammatoria. I polmoni si riempiono di liquido rapidamente e diventano rigidi. Questa rigidità, combinata alle gravi difficoltà di ossigenazione a causa del liquido, può richiedere lunghi periodi di ventilazione meccanica per la sopravvivenza.
Altre cause dei sintomi devono essere considerate come un infarto del miocardio o un'embolia polmonare.

## Clinica
La polmonite è più comunemente classificata in base al luogo e alle modalità di acquisizione: acquisita in comunità, nosocomiale o ospedaliera, polmonite ab ingestis, polmonite associata alla ventilazione meccanica e polmonite dei pazienti immunocompromessi.
Può essere anche classificata in base all'area del polmone colpita: polmonite lobare, polmonite bronchiale e polmonite interstiziale acuta. Può essere classificata anche secondo l'agente eziologico.
La polmonite nei bambini può, inoltre, essere classificata, in base ai segni e ai sintomi, come non grave, grave o molto grave.
La polmonite viene tipicamente diagnosticata sulla base di una combinazione di segni fisici e di una radiografia del torace. Tuttavia, la causa può essere difficile da confermare, in quanto non vi è alcuna prova definitiva in grado di distinguere tra origine batterica e non batterica.

### Segni e sintomi

Principali sintomi della polmonite

La diagnosi di infezione delle vie respiratorie inferiori può essere fatta in base ai segni e sintomi, tuttavia la sua conferma richiede alcune prove.
| Sintomo         | Frequenza |
| --------------- | --------- |
| Tosse           | 79—91%    |
| Fatica          | 90%       |
| Febbre          | 71—75%    |
| Respiro corto   | 67—75%    |
| Espettorato     | 60—65%    |
| Dolore toracico | 39—49%    |

La febbre non è molto specifica, riscontrandosi in molte altre malattie comuni, e può essere assente in quelli con grave malattia o malnutrizione. Inoltre, la tosse è spesso assente nei bambini con meno di 2 mesi di età.
Nonostante i sintomi e i segni clinici siano vari e dipendano dall'età del paziente e dalla causa della malattia, si possono verificare sintomi diffusi quali: febbre (spesso alta), tosse, produzione di espettorato e dolore toracico acuto. In alcuni casi si presentano anche respiro accelerato e pleurite.
Negli anziani, la confusione mentale può essere il segno più evidente.
I segni e i sintomi tipici nei bambini sotto i cinque anni sono febbre, tosse e respirazione veloce o difficile.
L'Organizzazione Mondiale della Sanità ha definito la diagnosi clinica di polmonite nei bambini sulla base di tosse o difficoltà respiratorie associata a una frequenza respiratoria rapida o a una diminuzione del livello di coscienza (una rapida frequenza respiratoria è definita come 60 o più atti respiratori al minuto nei bambini sotto i 2 mesi di età; 50 atti o più al minuto nei bambini da 2 mesi a 1 anno di età; 40 atti o più nei bambini da 1 a 5 anni).
I segni e sintomi più gravi possono includere: cianosi della pelle, riduzione della sete, convulsioni, vomito persistente, temperature alte, diminuzione del livello di coscienza.

#### Esame fisico
L'esame obiettivo può rivelare a volte la presenza di bassa pressione arteriosa, frequenza cardiaca alta o di bassa saturazione di ossigeno. La frequenza respiratoria può essere più veloce del normale (tachipnea), e generalmente si verifica un giorno o due prima degli altri segni.
L'esame del torace può rivelarsi normale, ma può evidenziare un'espansione ridotta sul lato interessato.
Rumori respiratori possono essere auscultati, sopra l'area interessata durante l'inspirazione, tramite lo stetoscopio.

### Esami di laboratorio e strumentali
Negli adulti, nei casi più lievi gli esami strumentali non si rendono generalmente necessari: se tutti i parametri vitali e l'auscultazione appaiono normali, vi è un rischio molto basso di polmonite.
Negli individui per cui si rende necessaria l'ospedalizzazione vengono raccomandati la valutazione della saturazione arteriosa, la radiografia del torace e gli esami del sangue, tra cui un emocromo completo, elettroliti sierici, livelli di proteina C-reattiva ed, eventualmente, test di funzionalità epatica.

#### Tecniche di imaging

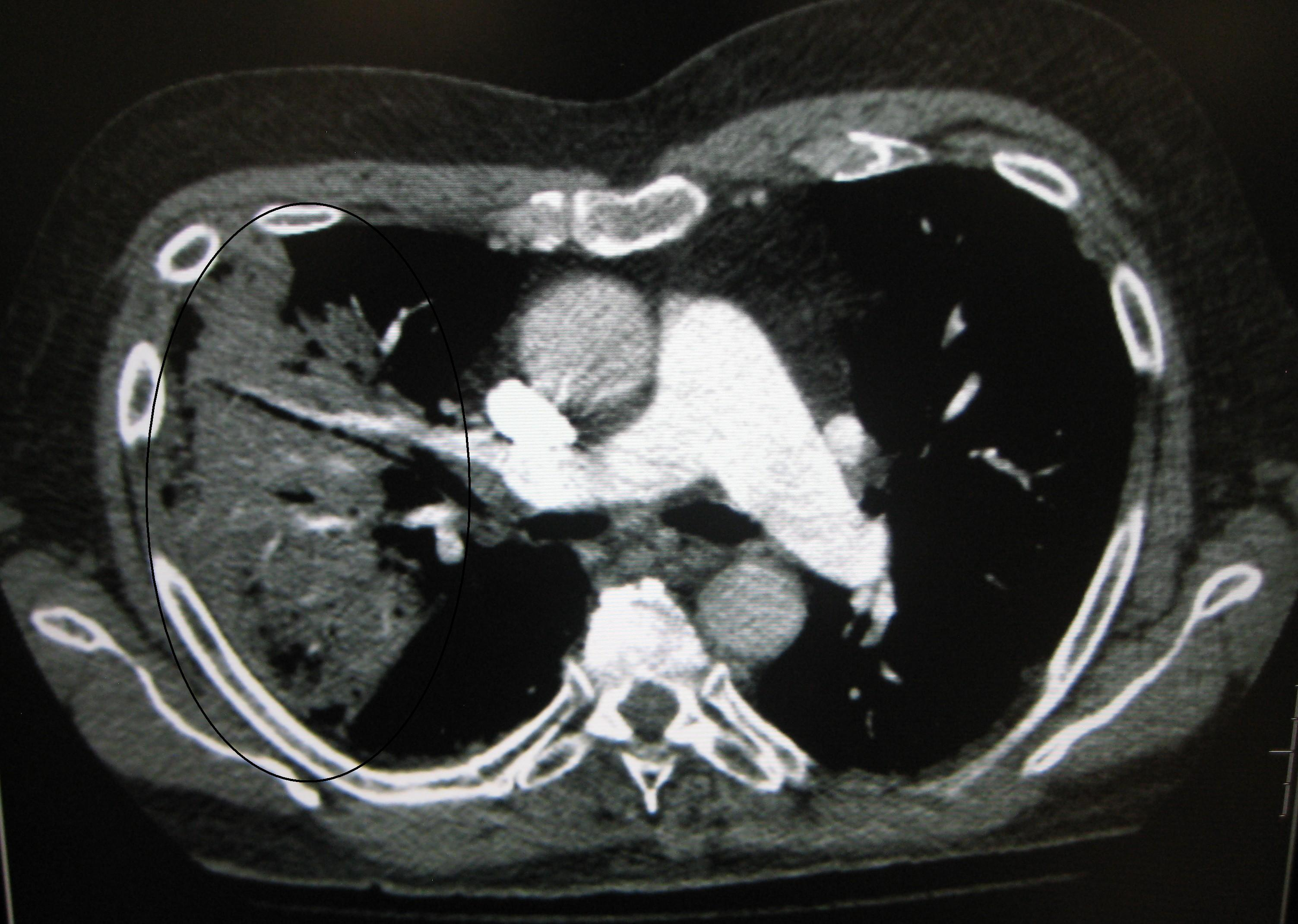
Tomografia assiale computerizzata (TAC): polmonite ampiamente diffusa nel polmone destro

Una radiografia del torace viene spesso usata per formulare una diagnosi. Negli individui che presentano una lieve condizione, l'imaging si rende necessario solo quando si temono potenziali complicazioni, quando non si verificano i miglioramenti in seguito al trattamento o in quelli in cui la causa è incerta. Se una persona si trova in una condizione da richiederne l'ospedalizzazione, una radiografia del torace è raccomandata. I risultati non sono sempre correlati con la gravità della malattia e non è un esame affidabile per la distinzione tra infezione batterica e virale.

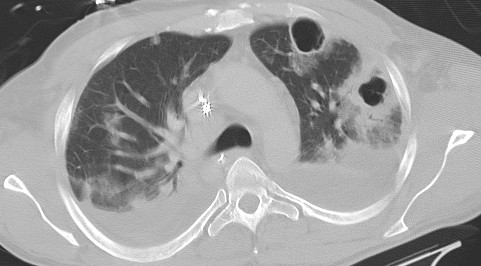
TAC toracica di un paziente con polmonite con ascessi cavernosi (a destra in alto e al centro)

La presentazione della polmonite ai raggi X può essere classificata come polmonite lobare, broncopolmonite (nota anche come polmonite lobulare) e polmonite interstiziale. Tuttavia, i risultati possono variare, e vi sono altre tipologie di polmonite. La polmonite ab ingestis può presentarsi con opacità bilaterali principalmente nelle basi dei polmoni e sul lato destro. Nelle fasi iniziali della malattia, potrebbe non esserci alcun riscontro radiologico, in particolare in presenza di una concomitante condizione di disidratazione. Inoltre, la condizione, può essere difficile da interpretare in coloro che sono obesi o hanno una storia di malattie polmonari. Negli ultimi anni, studi solidi hanno dimostrato che, in mani esperte, l'ecografia toracica ha una maggior accuratezza rispetto alla radiografia tradizionale nel diagnosticare la polmonite. La tomografia computerizzata può fornire informazioni aggiuntive nei casi indeterminati.

#### Ricerca microbiologica
Normalmente la determinazione dell'agente eziologico non è conveniente e in genere non altera la gestione della malattia. Per le persone che non rispondono al trattamento dovrebbe essere considerata una coltura dell'espettorato. In individui con tosse cronica produttiva è consigliata una coltura per Mycobacterium tuberculosis. Test per altri organismi specifici possono essere raccomandati se si è a conoscenza di epidemie, per motivi di salute pubblica. In coloro che sono ricoverati in ospedale per una condizione grave, sono raccomandati sia la coltura dell'espettorato sia l'emocoltura, come il test delle urine per gli antigeni di Legionella e Streptococcus. Le infezioni virali possono essere confermate attraverso il riconoscimento sia del virus sia dei suoi antigeni grazie anche alla reazione a catena della polimerasi (PCR). L'agente eziologico viene determinato solo nel 15% dei casi con test microbiologici di routine.

### Diagnosi differenziale
Molte malattie possono presentarsi con segni e sintomi simili alla polmonite, come ad esempio: la broncopneumopatia cronica ostruttiva (BPCO), l'asma, l'edema polmonare, bronchiectasie, cancro ai polmoni e l'embolia polmonare. A differenza della polmonite, l'asma e la BPCO si presentano tipicamente con sibili, l'edema polmonare è spesso associato a un elettrocardiogramma anomalo, il cancro e le bronchiectasie con tosse di durata maggiore. Infine l'embolia polmonare comporta anche un dolore toracico acuto di esordio e la mancanza di respiro.
I casi di polmonite virali o batteriche di solito si presentano con sintomi simili. Talvolta l'eziologia può essere associata con classiche, ma non specifiche, caratteristiche cliniche. La polmonite da Legionella può verificarsi con dolore addominale, diarrea e stato confusionale, mentre la polmonite causata da Streptococcus pneumoniae è associata a espettorato color ruggine, la polmonite da Klebsiella può presentare un espettorato sanguinoso, spesso descritto come "gelatina di ribes". La tosse con sangue (nota come emottisi) può verificarsi anche nella tubercolosi, nelle polmoniti da gram-negativi, negli ascessi polmonari e così come più comunemente nella bronchite acuta. La polmonite da Mycoplasma può verificarsi in associazione con gonfiore dei linfonodi del collo, con dolori articolari o con una infezione dell'orecchio medio. La polmonite virale si presenta più comunemente con sibili rispetto alla polmonite batterica.
Nell'infarto polmonare si ha emottisi e il dolore precede la febbre; nell'atelettasia mancano i rantoli per assenza di flussi di aria e vi è assenza del murmore vescicolare.

## Trattamento
| CURB-65                                                         | CURB-65          | CURB-65   |
| Sintomo                                                         | Termine inglese  | Punteggio |
| --------------------------------------------------------------- | ---------------- | --------- |
| Confusione mentale di nuova insorgenza                          | Confusion        | +1        |
| Urea >7 mmol/L (19 mg/dL)                                       | Urea             | +1        |
| Frequenza respiratoria >30                                      | Respiratory rate | +1        |
| Pressione sistolica <90 mmHg e/o Pressione diastolica < 60 mmHg | Blood pressure   | +1        |
| Età ≥ 65 anni                                                   | Età ≥ 65 anni    | +1        |

Nei casi meno gravi il paziente può essere curato anche a domicilio, in casi gravi (le complicazioni sono embolia polmonare, ascesso polmonare, insufficienza renale acuta, setticemia, ecc.) si rende spesso necessario un ricovero ospedaliero.
In genere, la somministrazione di antibiotici per via orale e di semplici analgesici, un periodo di riposo e l'assunzione di fluidi, sono sufficienti per arrivare a una completa guarigione. Tuttavia, i pazienti che presentano ulteriori condizioni mediche, gli anziani, o quelli con significativi problemi respiratori, possono necessitare di trattamenti più avanzati. Se i sintomi peggiorano, la polmonite non migliora con il trattamento a casa o si verificano complicanze, può rendersi necessaria l'ospedalizzazione. In tutto il mondo, circa il 7-13% dei casi nei bambini sono seguiti in regime di ricovero, mentre nel mondo sviluppato tra il 22 e il 42% degli adulti con polmonite acquisita in comunità sono ricoverati.
Il punteggio CURB-65 è utile per determinare la necessità del ricovero negli adulti. Se il punteggio è 0 o 1, la condizione può essere normalmente gestita a casa, se vi è un 2, una degenza ospedaliera breve o uno stretto follow-up diviene necessario, se il punteggio arriva da 3-5 si raccomanda l'ospedalizzazione. I bambini con insufficienza respiratoria o saturazioni di ossigeno inferiori al 90%, devono essere ricoverati in ospedale. L'utilità della fisioterapia respiratoria nella polmonite non è ancora stata determinata. La ventilazione non invasiva può essere utile in quelli ricoverati nei reparti di terapia intensiva. Non è stata dimostrata l'efficacia dei farmaci da banco per la tosse, né ha dimostrato utilità la somministrazione di zinco nei bambini. Non vi sono prove sufficienti per i mucolitici.

### Trattamento della polmonite batterica
La somministrazione di antibiotici può migliorare l'esito nei pazienti con polmonite batterica. La scelta di prescrivere un antibiotico dipende inizialmente dalle caratteristiche della persona interessata, come l'età, lo stato di salute e la posizione dell'infezione acquisita. Nel Regno Unito, la terapia empirica con amoxicillina viene raccomandata come prima linea per la polmonite acquisita in comunità, con la doxiciclina o la claritromicina come scelte alternative. Nel Nord America, dove le forme "atipiche" di polmonite acquisita in comunità sono più comuni, i macrolidi (come azitromicina o eritromicina) e doxiciclina sono favoriti all'amoxicillina come trattamento di prima linea ambulatoriale negli adulti. Nei bambini che presentano sintomi lievi o moderati, l'amoxicillina rimane la prima linea. L'impiego dei fluorochinoloni nei casi più lievi, è sconsigliato a causa degli effetti collaterali. La durata del trattamento è tradizionalmente lunga da sette a dieci giorni, ma una crescente evidenza suggerisce che periodi più brevi (da tre a cinque giorni) sono altrettanto efficaci. Per quanto riguarda la polmonite acquisita come infezione ospedaliera viene consigliata la somministrazione di cefalosporine di terza e quarta generazione, carbapenemi, fluorochinoloni, aminoglicosidi e vancomicina (prima scelta per lo Staphylococcus aureus meticillino-resistente (MRSA). Questi antibiotici sono spesso somministrati per via endovenosa e utilizzati in combinazione. Nei pazienti trattati in regime di ricovero ospedaliero, più del 90% migliora grazie alla terapia antibiotica iniziale.

### Trattamento della polmonite virale

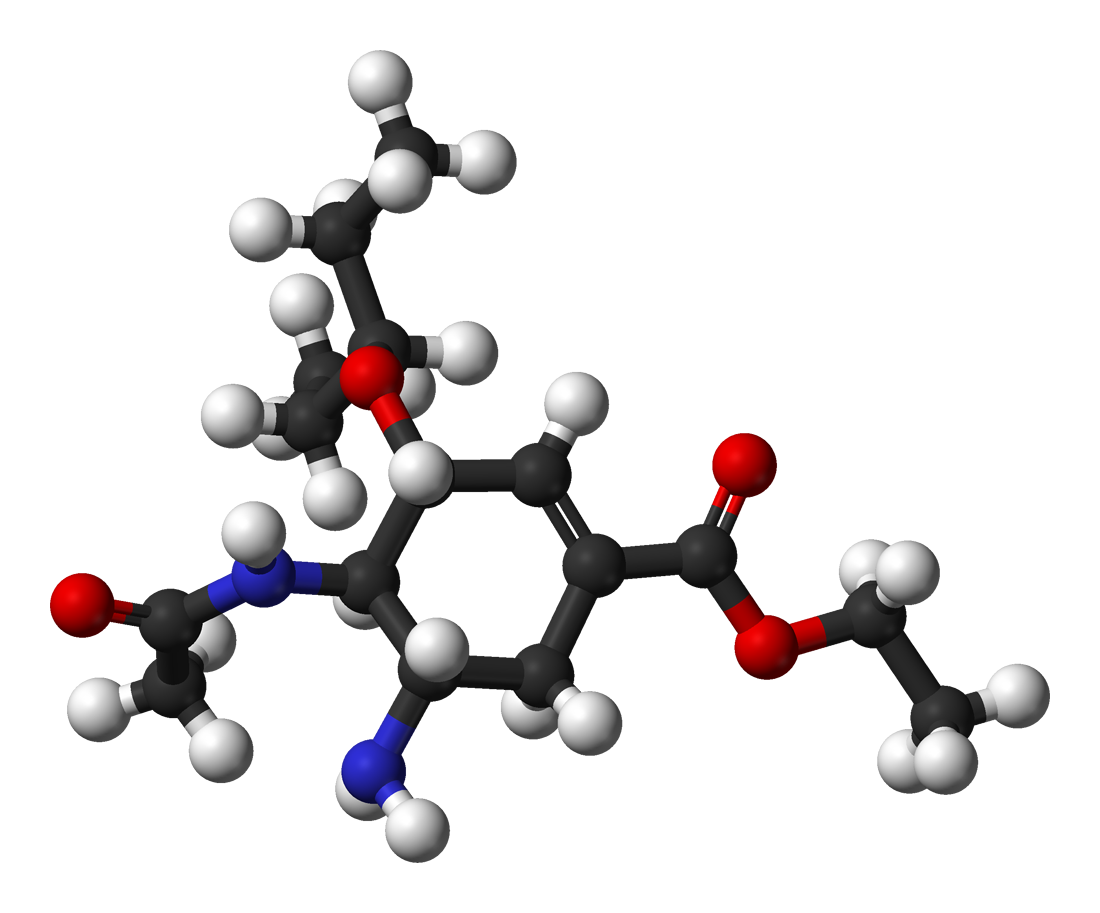
Rappresentazione grafica di una molecola di oseltamivir, un farmaco antivirale usato nel trattamento dell'influenza A o B

Gli inibitori della neuraminidasi possono essere somministrati per il trattamento della polmonite virale causata da virus influenzali (influenza A e influenza B). Farmaci antivirali non specifici sono raccomandati per gli altri tipi di polmoniti virali acquisite in comunità, tra cui la SARS, la polmonite da coronavirus, da adenovirus, da hantavirus e da virus parainfluenzali. L'influenza A può essere trattata con amantadina o rimantadina, mentre l'influenza A o B possono essere trattate con l'oseltamivir, il zanamivir o il peramivir. Il massimo beneficio dal trattamento si ha se viene iniziato entro 48 ore dall'insorgenza dei sintomi. Molti ceppi di influenza A H5N1, nota anche come influenza aviaria, hanno mostrato resistenza all'amantadina e alla rimantadina. L'uso di antibiotici nella polmonite virale è consigliato da alcuni esperti in quanto è impossibile escludere una complicazione da infezione batterica. La British Thoracic Society raccomanda che gli antibiotici non siano consigliati nei casi di malattia lieve. L'uso di corticosteroidi è controverso.

### Trattamento della polmoniteab ingestis
In generale, la polmonite ab ingestis viene trattata in modo conservativo tramite antibiotici indicati solo per questo tipo di infezione. La scelta dell'antibiotico dipende da diversi fattori, tra cui l'organismo sospettato di essere causa della polmonite e se essa sia stata acquisita in comunità o in ambiente ospedaliero. Le opzioni più comuni sono la clindamicina, la combinazione di un antibiotico beta-lattamico e metronidazolo o un aminoglicoside. I corticosteroidi sono a volte utilizzati nella polmonite ab ingestis, ma vi sono poche prove a sostegno della loro efficacia.

## Prognosi
Con il trattamento, la maggior parte delle polmoniti di origine batterica tende a stabilizzarsi in 3-6 giorni. Tuttavia ci vogliono un paio di settimane prima che la maggior parte dei sintomi regredisca. La radiografia al torace viene trovata negativa entro quattro settimane e la mortalità è bassa (inferiore all'1%). Negli anziani o nelle persone che hanno altri problemi di salute, il recupero può richiedere anche più di 12 settimane. Nelle persone che necessitano di un ricovero in ospedale, la mortalità può raggiungere il 10%, mentre quelli che vengono ricoverati in terapia intensiva presentano tassi tra il 30% e il 50%. La polmonite è la più comune infezione acquisita in ospedale. Prima dell'avvento degli antibiotici, la mortalità era tipicamente del 30%.
Le complicanze possono verificarsi soprattutto nei pazienti anziani e in quelli con altri problemi di salute. Questo può includere, tra gli altri: empiema, ascesso polmonare, bronchiolite obliterante, sindrome da distress respiratorio, sepsi e peggioramento dei problemi di salute di base.

### Criteri di predizione clinica
Sono stati sviluppati alcuni criteri di predizione clinica, per pronosticare con maggiore obiettività l'evoluzione di un caso di polmonite. Queste regole inoltre sono spesso utilizzate per decidere se ricoverare o no il paziente.
- Pneumonia Severity Index, indice di gravità della polmonite (o "punteggio PSI")[32]
- CURB-65, che tiene conto della gravità dei sintomi, delle malattie di base e dell'età[81]

## Prevenzione
La prevenzione dalla polmonite comprende la vaccinazione, l'adozione delle idonee misure comportamentali e il trattamento appropriato di eventuali altri problemi di salute. Si ritiene che, se venissero prese le opportune misure di prevenzione, la mortalità tra i bambini potrebbe essere ridotta di 400 000 unità e che se un trattamento adeguato fosse universalmente disponibile, la mortalità infantile potrebbe essere ridotta di ulteriori 600 000 unità.
Smettere di fumare e ridurre il più possibile l'esposizione all'aria inquinata sono strategie fortemente raccomandate. Il fumo sembra essere il più grande fattore di rischio per la polmonite da pneumococco negli adulti altrimenti sani. Un'attenzione nell'igiene delle mani e l'abitudine a tossire in un fazzoletto, possono essere ulteriori efficaci misure di prevenzione. L'utilizzo di una mascherina chirurgica da parte di coloro che sono malati può prevenire la malattia nella popolazione.
I trattamenti opportuni per le malattie sottostanti (come l'AIDS, il diabete mellito e la malnutrizione) possono ridurre il rischio. Nei bambini di meno di 6 mesi di età, l'allattamento al seno esclusivo riduce sia il rischio e sia la gravità della malattia. Nei pazienti con HIV/AIDS e una conta di CD4 inferiore a 200 cellule/uL, la somministrazione dell'antibiotico cotrimossazolo diminuisce il rischio di Pneumocystis pneumonia. Il cotrimossazolo può anche essere utile per la prevenzione in coloro che sono immunocompromessi ma non sono infetti da HIV.
Nelle donne in stato di gravidanza, test per lo streptococco di gruppo B e per la Chlamydia trachomatis e l'eventuale somministrazione di un trattamento antibiotico, riduce i tassi di polmonite nei neonati. L'adozione di misure di prevenzione per la trasmissione dell'HIV da madre a figlio possono anche risultare efficienti. L'aspirazione della bocca e della gola dei bambini con meconio da liquido amniotico non è stato dimostrato in grado di ridurre il tasso di polmonite ab ingestis e può causare potenziali danni, quindi questa pratica non è raccomandata nella maggior parte delle situazioni. Negli anziani, una buona cura della salute orale può ridurre il rischio di polmonite ab ingestis.

### Vaccinazione
La vaccinazione previene alcune polmoniti batteriche e virali, sia nei bambini sia negli adulti. Il vaccino antinfluenzale è modestamente efficace contro l'influenza A e B. Il Centers for Disease Control and Prevention (CDC) statunitense, raccomanda la vaccinazione annuale per ogni persona dai 6 anni in su. L'immunizzazione degli operatori sanitari diminuisce il rischio di contrarre il virus della polmonite nei loro pazienti. Quando si verificano epidemie influenzali, farmaci come amantadina o rimantadina possono aiutare a prevenire la malattia. Non è noto se l'oseltamivir o lo zanamivir siano efficaci per via del fatto che la società che produce l'oseltamivir si è rifiutata di rilasciare i dati degli studi per un'analisi indipendente.
Le vaccinazioni contro l'Haemophilus influenzae e contro lo Streptococcus pneumoniae hanno fornito buone prove per consigliare il loro utilizzo. La vaccinazione nei bambini contro lo Streptococcus pneumoniae ha portato a una minore incidenza di queste infezioni negli adulti, in virtù del fatto che molti di essi acquisiscono le infezioni dai bambini. Un vaccino contro lo Streptococcus pneumoniae è disponibile per gli adulti, ed è stato dimostrato in grado di ridurre il rischio di malattia pneumococcica invasiva. Altri vaccini che forniscono un effetto protettivo contro la polmonite includono quelli contro la pertosse, la varicella e il morbillo.